# Chodová Planá

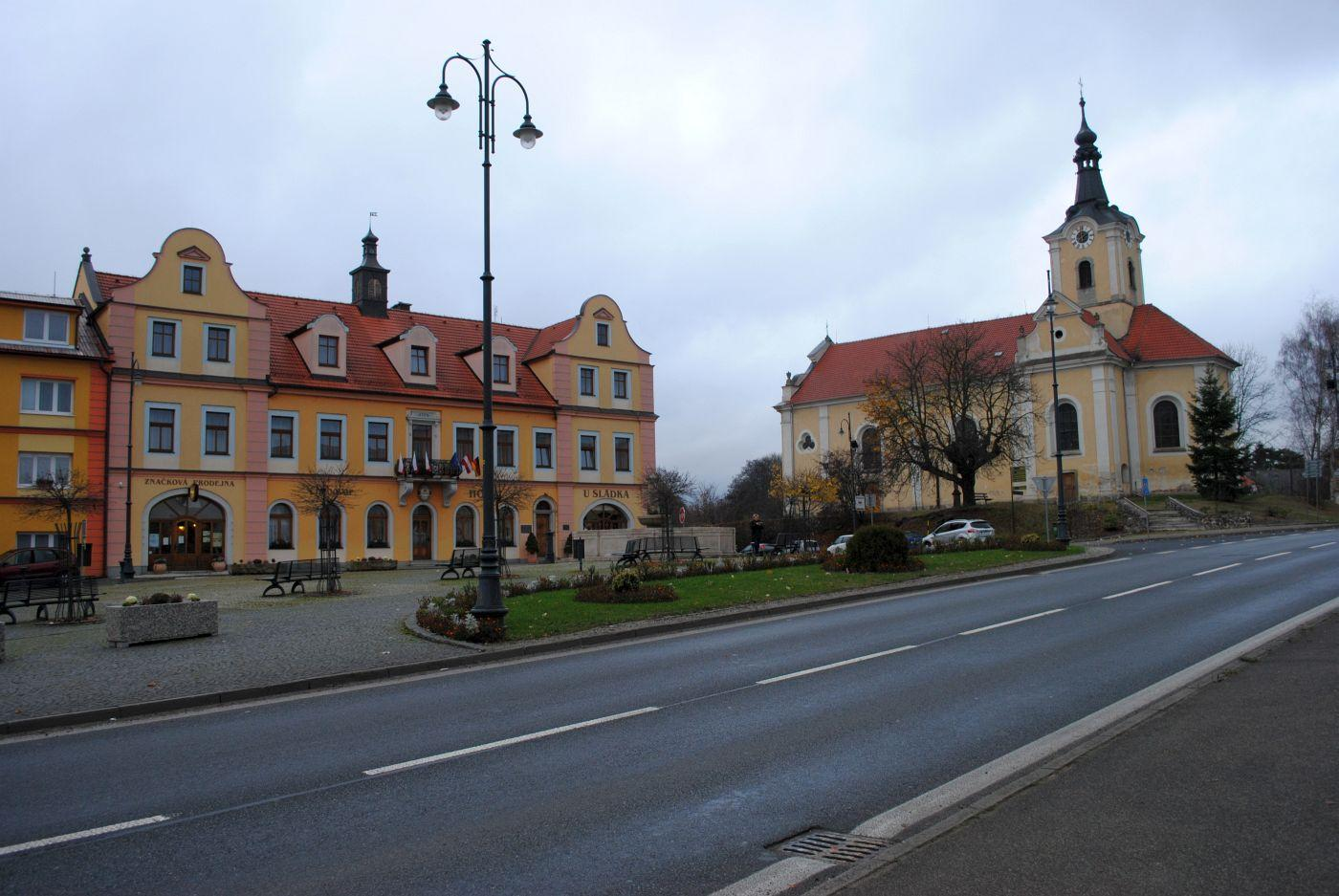
Zentrum von Chodová Planá

Chodová Planá (deutsch Kuttenplan) ist ein Městys mit 1956 Einwohnern (Stand: 1. Januar 2023)  in Tschechien. Er liegt 537 m ü. M., etwa acht Kilometer südlich der Stadt Marienbad, und gehört dem Okres Tachov an.

## Geschichte
Bereits 1316 wurde der Ort – 1514 zur Stadt erhoben – in geschichtlichen Quellen im Besitz der Ritter Ctibor und Oldrich erwähnt. Die kleine Feste aus dieser Zeit wurde bis 1733 bewohnt.
Seit dem 16. Jahrhundert hatten die Grafen von Haimhausen die Herrschaft inne. Bei einer Brandkatastrophe im Jahre 1733 brannte auch die ehemalige Kirche des Dorfes ab. Sie wurde in den Jahren 1748–1754 durch die neue barocke Kirche mitsamt Pfarrhaus ersetzt. Die Pfarrkirche wurde dem Hl. Johannes dem Täufer geweiht. Im Jahre 1930 zählten nach amtlichen Statistiken zur Gemeinde Kuttenplan 1698 Katholiken und 37 Nichtkatholiken.
Bereits 1734 entstand das barocke Schlösschen, ein zweiflügeliges Stockwerkgebäude mit Mansarddach, und 1906 ein weiteres Schlösschen.
Die erste schriftliche Erwähnung der Kuttenplaner Brauerei stammt von 1573. Eigentümer war zunächst die Adelsfamilie von Schlick. 1634 wurden in Kuttenplan bereits „1.920 Eimer“ Bier, etwa 1.173 hl, gebraut.
Nach einem Brand 1861 ließ der damalige Eigentümer Graf von Berchem-Haimhausen über den alten Felsenkellern die noch heute erhaltene Brauerei errichten, die bis zur Zeit des Zweiten Weltkriegs den Grafen von Berchem-Haimhausen gehörte. Heute kommt die tschechische Biermarke „Chodovar“ aus der Brauerei in Chodová Planá, die sich im Besitz von Privateigentümern befindet.
Nach dem Ersten Weltkrieg wurde Österreich-Ungarn der Vertrag von Saint-Germain diktiert. Das Selbstbestimmungsrecht der deutschsprachigen Bevölkerung im Sudetenland (Deutschböhmen und Deutschmährer), die im Oktober 1918 die eigenständigen Provinzen Deutschböhmen und Sudetenland gegründet hatten, blieb dabei unberücksichtigt. Die Tschechoslowakei wurde gegründet.
Infolge des Münchner Abkommens wurde es 1938 mit dem Sudetenland an Deutschland abgetreten und gehörte bis 1945 zum Landkreis Tachau.
Nach dem Zweiten Weltkrieg wurde die deutschsprachige Bevölkerung von Kuttenplan größtenteils vertrieben und ausgewiesen, ihr Vermögen durch das Beneš-Dekret 108 konfisziert und die katholische Kirche in der kommunistischen Ära enteignet.
Am 23. Januar 2007 wurde Chodová Planá zum Městys erhoben.
Neben dem Gemeindeamt gibt es am Ort eine Grundschule und ein Postamt sowie den Sportverein TJ Slavoj Chodová Planá.

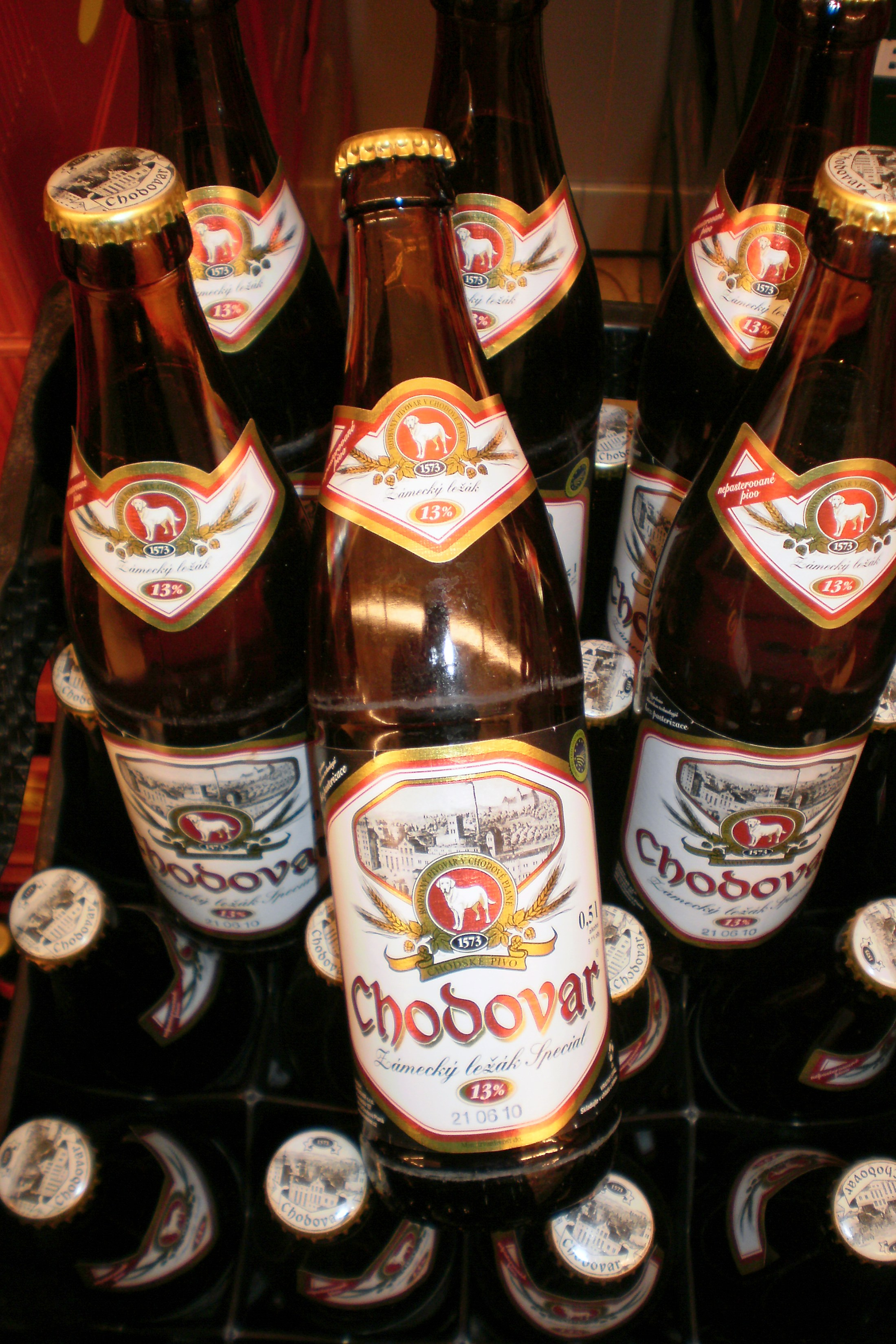
Biermarke Chodovár

## Sehenswürdigkeiten
Der Ort ist vor allem dank der ältesten Brauerei in der westböhmischen Region namens Pivovar Chodovar bekannt. Die ersten schriftlichen Erwähnungen dieser Brauerei gehen auf das Jahr 1573 zurück. Nachweise, dass am Ort schon viel früher Bier gebraut wurde, sind die ursprünglichen Lagerkeller aus dem 14. Jahrhundert, die in einen Granitfelsen eingehauen worden sind und bis heute zum Nachgären von Speziallagerbier verwendet werden. In einem Teil der Brauereikeller befinden sich ein kleines Brauereimuseum und ein Restaurant. Dorthin gelangt man durch einen 40 Meter langen Felsengang.
Sehenswert ist in Chodová Planá auch das kleine barocke Schloss und der weitläufige Park mit altem Baumbestand.
- Alter und Neuer jüdischer Friedhof

## Persönlichkeiten
- Haus Schwanberg
- Hans Ernst von Berchem-Haimhausen (1823–1896), Gutsbesitzer
- Elias Dollhopf (1703–1773), böhmischer Maler des Barock
- Franz Gerstner (1816–1855), deutscher Jurist und Mitglied der Frankfurter Nationalversammlung
- Josef Hederer (1927–2019), deutscher Erziehungswissenschaftler
- Johann Emanuel Veith (1787–1876), österreichischer Arzt und Geistlicher

## Gemeindegliederung
Die Gemeinde Chodová Planá besteht aus den Ortsteilen Boněnov (Punnau), Chodová Planá, Dolní Kramolín (Untergramling), Holubín (Hollowing), Hostíčkov (Hetschigau), Michalovy Hory (Michelsberg), Pístov (Pistau) und Výškov (Waschagrün). Grundsiedlungseinheiten sind Boněnov, Chodová Planá, Dolní Kramolín, Domaslavičky (Deutsch Thomaschlag), Holubín, Hostíčkov, Michalovy Hory, Pístov, Výškov und Výškovice (Wischkowitz).
Das Gemeindegebiet gliedert sich in die Katastralbezirke Boněnov, Chodová Planá, Dolní Kramolín, Domaslavičky, Holubín, Hostíčkov, Michalovy Hory, Pístov, Výškov u Chodové Plané und Výškovice u Michalových Hor.